# Balázs Kőrösi Ibolya
Balázs Kőrösi Ibolya (Piski, 1928. március 23. – Kolozsvár, 2015. október 31.) romániai magyar textilművész, batikművész, Balázs Péter felesége.

## Életpályája
A kolozsvári Ion Andreescu Képzőművészeti Főiskola textiltervezői és rajztanári szakán szerzett diplomát 1957-ben. Tanárai: Ciupe Mária, Bene József, Szentimrei Judit, Balázs Péter.
Szülei: Kőrösi László és Fazakas Rozália 1921-ben Piskin kötöttek házasságot. Az édesapja négyévi frontszolgálatból (1914–1918) az első világháborúból sebesülten tért vissza szülőföldjére, Haró községbe (Hunyad megye).
Három elemit járt a piski iskolában, tanítónője Csűrös Piri volt, aki románul tanított, majd 1940-ben Kolozsváron és Debrecenben folytatta gimnáziumi tanulmányait, mivel édesapját a Bécsi döntést követően a piski CFR műhelyből huszonegy évi becsületes munka után mint asztalost több magyar kollégájával együtt áthelyezték a kolozsvári, majd a debreceni MÁV műhelybe. Egy évet Kolozsváron, majd Debrecenben laktak szüleivel és testvérbátyjával 1945 májusáig, amikor a második világháború befejezésekor visszatérhettek elhagyott otthonunkba, Piskire.
Közben beiratkozik Kolozsváron az Unitárius Ipari Leányközépiskolába, ahol jó eredménnyel érettségizett 1949-ben.
1949 őszén tehetségkutatás alkalmával felvételizett az akkor induló Magyar Művészeti Intézetbe, ahol hat évet végzett a textiltervezői és rajztanári szakon. Szövéstechnikát Szentimrei Judittól tanult. 1955-ben államvizsgával és versenyvizsgával tanári állást kapott Kolozsváron mint adjunktus a Rajztanárképző Főiskolán 1957–1961 között.
1962 márciusában házasságot kötött Balázs Péter festőművésszel. Házasságukból született egy fiuk, Balázs László, aki bőrgrafikusként alkot és kiállít Kolozsváron és több erdélyi városban.
1962 őszétől adjunktusként folytatta oktatói feladatát a Ion Andreescu Képzőművészeti Főiskola textil, divattervezés és stílustörténet katedráján 1983-as nyugdíjazásáig.
Előadói beosztása mellett évente több belföldi és külföldi kiállításon is részt vett egyedi tervezésű és kivitelezett munkákkal (emprimé, bútorszövet, drapériák, ruhák és batikolt kendők).
A selyembatikolással foglalkozott a legtöbbet, ebben a formában érezte igazán otthon magát, talált rá igazán önmagára. Ebben a művészeti ágban elsősorban a népművészeti motívumok ihlették meg, de később felfedezhetünk munkáiban konstruktivista elemeket is.
Az 1957-es, rangos lipcsei iparművészeti kiállításon dicséretben részesült. De nem ez volt az első alkalom, amikor a szakma felfigyelt Kőrösi Ibolya teljesítményére. Hiszen még főiskolásként – IV. éves volt akkor – 1954-ben első díjat nyert Varsóban egy kalotaszegi lakodalmasból ihletődött, hat részes munkával.
Kolozsváros című, műemlékeinket megörökítő batikolt kendőjét pedig 1956-ban Bukarestben részesítették elismerésben. 1957-től kezdve valamennyi kolozsvári őszi tárlaton szerepelt alkotásaival, és a bukaresti országos seregszemléken is jelen volt munkáival. Dicséretek és országos negyedik díjak kísérik szerepléseit.
2017. április 9-én bemutatták Németh Júlia róla írt monográfiáját,(amelyet a Komp-Press kiadó jelentetett meg 2016-ban) a Kolozsvári Belvárosi Unitárius Egyház tanácstermében. Ezzel egyidőben emlékkiállítást is rendeztek a munkáiból.

## Kiállítások
- 1954 – Varsó, Fiatal Képzőművészek Csoportos Kiállítása (6 batikolt munka)
- 1954 - Bukarest iparművészeti kiállítás
- 1956 – Kolozsvár, Iparművészeti tárlat
- 1957 – Kolozsvár, Iparművészeti tárlat az Etnográfai Múzeum szervezésében
- 1957 – Bukarest, Iparművészeti tárlat az Etnográfai Múzeum szervezésében
- 1957 – Lipcse, Iparművészeti tárlat a batik jegyében (ruhák, kendők, bútorszövet)
- 1958 – Kolozsvár, Megyei Iparművészeti Tárlat
- 1959 – Petrozsény, ünnepi kiállítássorozat
- 1959 – Bukarest, Iparművészeti kiállítás
- 1960 – Bukarest, Iparművészeti kiállítás és verseny
- 1961 – Szeben, csoportos iparművészeti kiállítás a Brukenthal Múzeumban
- 1962 – Bukarest, IV. Országos Díszítőművészeti Verseny (IV. díj)
- 1964 – Bukarest, U.C.O.M., Ajándékok és Emlékek, kiállítás és verseny (pénzjutalom és dicséret)
- 1965 – Kolozsvár, Megyei Iparművészeti Tárlat
- 1969 – Kolozsvár, egyéni kiállítás a főtéri Kisgalériában
- 1970 – Az árvízkárosultak megsegítésére rendezett kiállítás
- 1972 – Kolozsvár, Megyei Iparművészeti Tárlat
- 1974 – Kolozsvár, Megyei Iparművészeti Tárlat
- 1975 – Bukarest, a nők éve alkalmából rendezett kiállítás
- 1978 – Kolozsvár, egyéni kiállítás a főtéri Kisgalériában
- 2010 – Kolozsvár, egyéni kiállítás a Kolozsvár Társaság galériájában

## Tagság
- Képzőművészek Országos Szövetsége

## Munkáiból

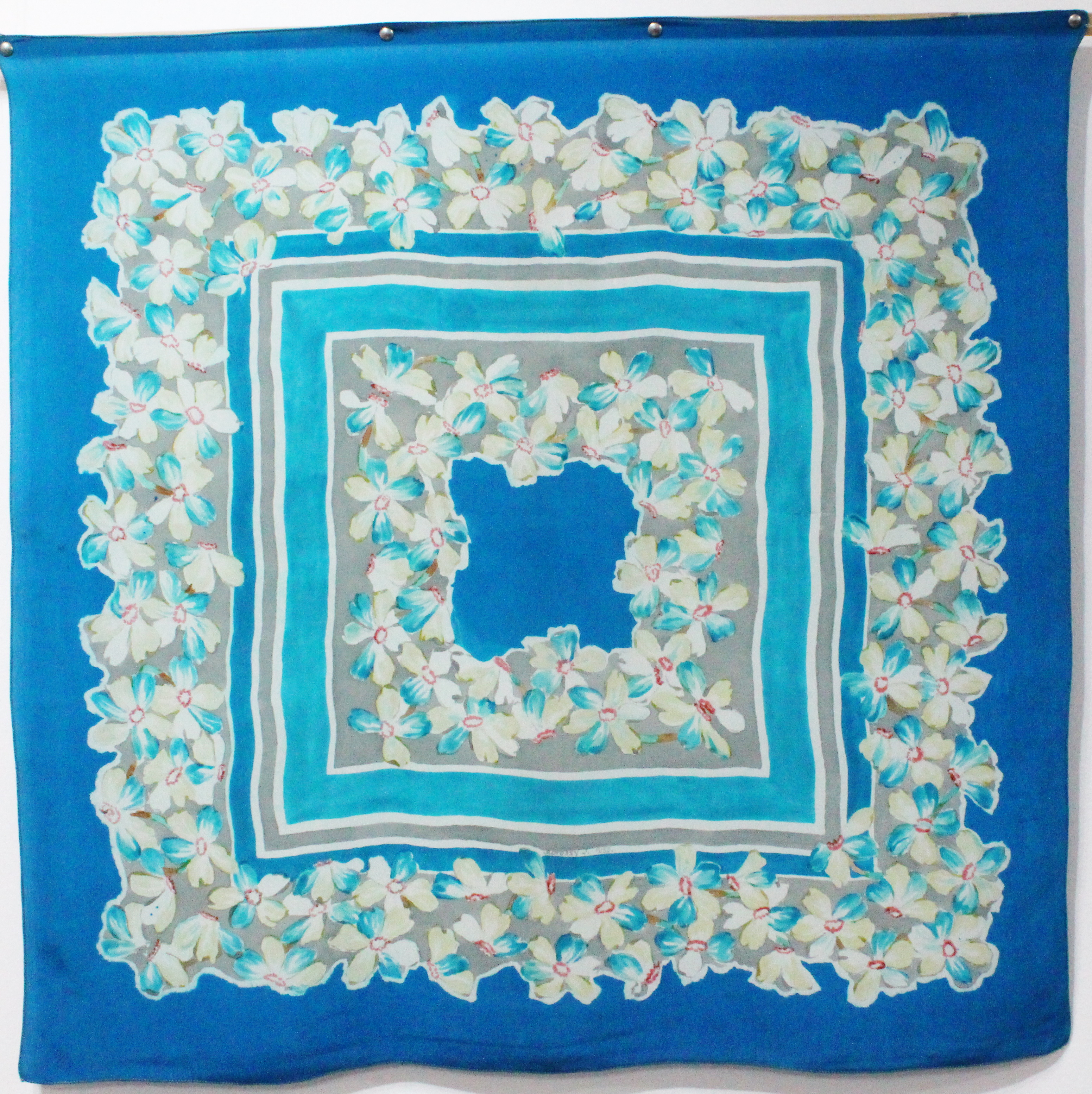
Virágnyelven
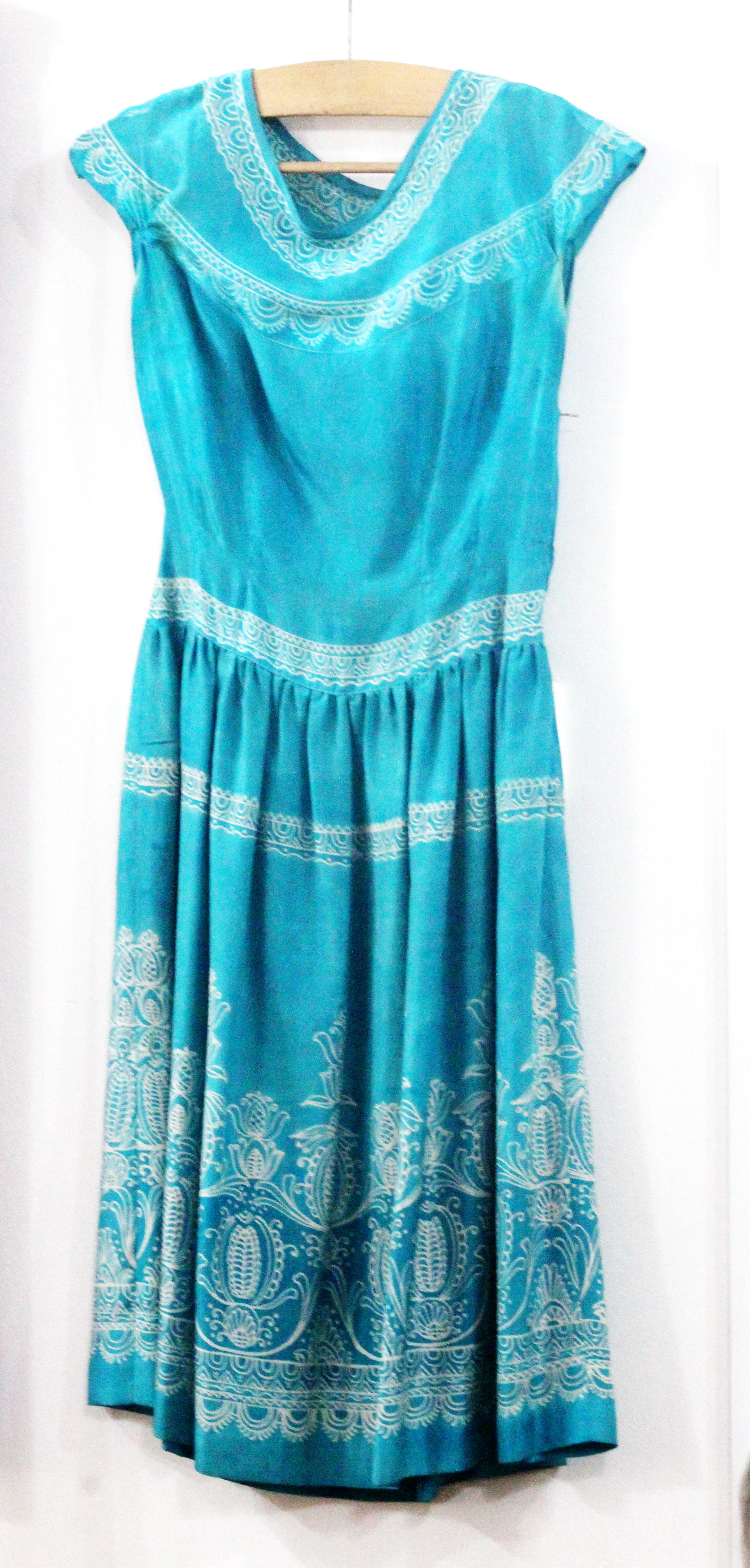
Ruha
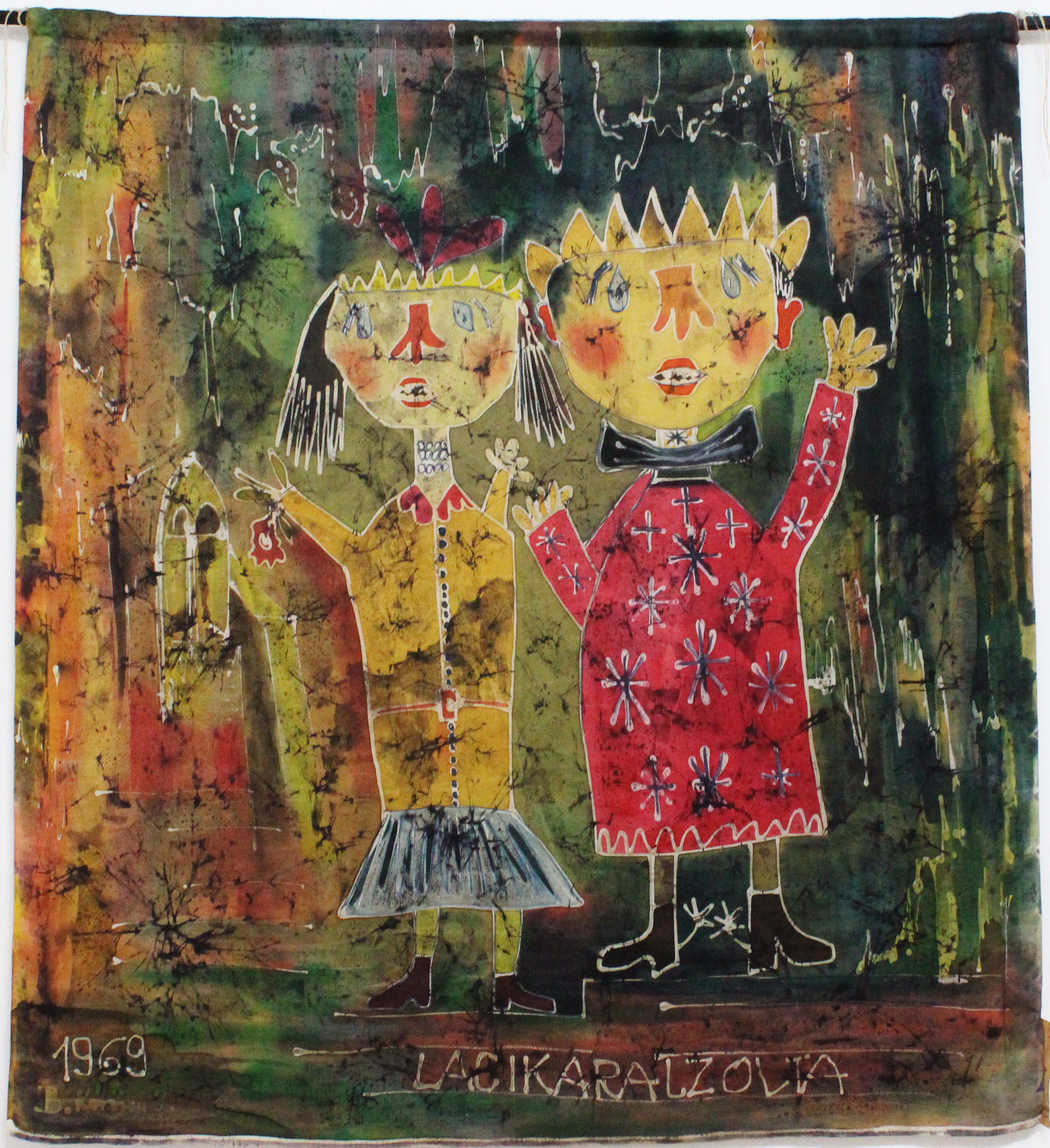
Lacika rajza
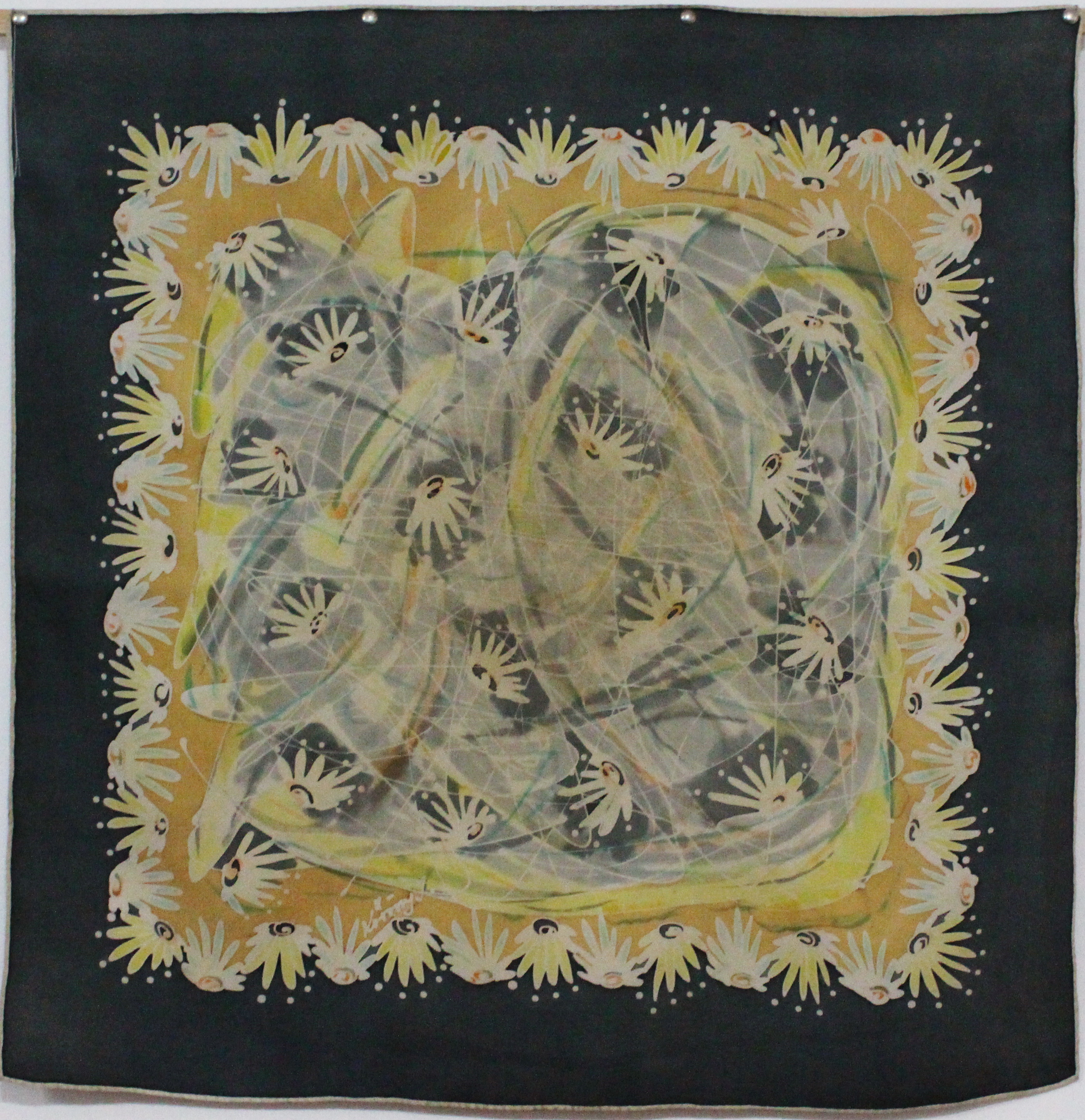
Virágkeringő
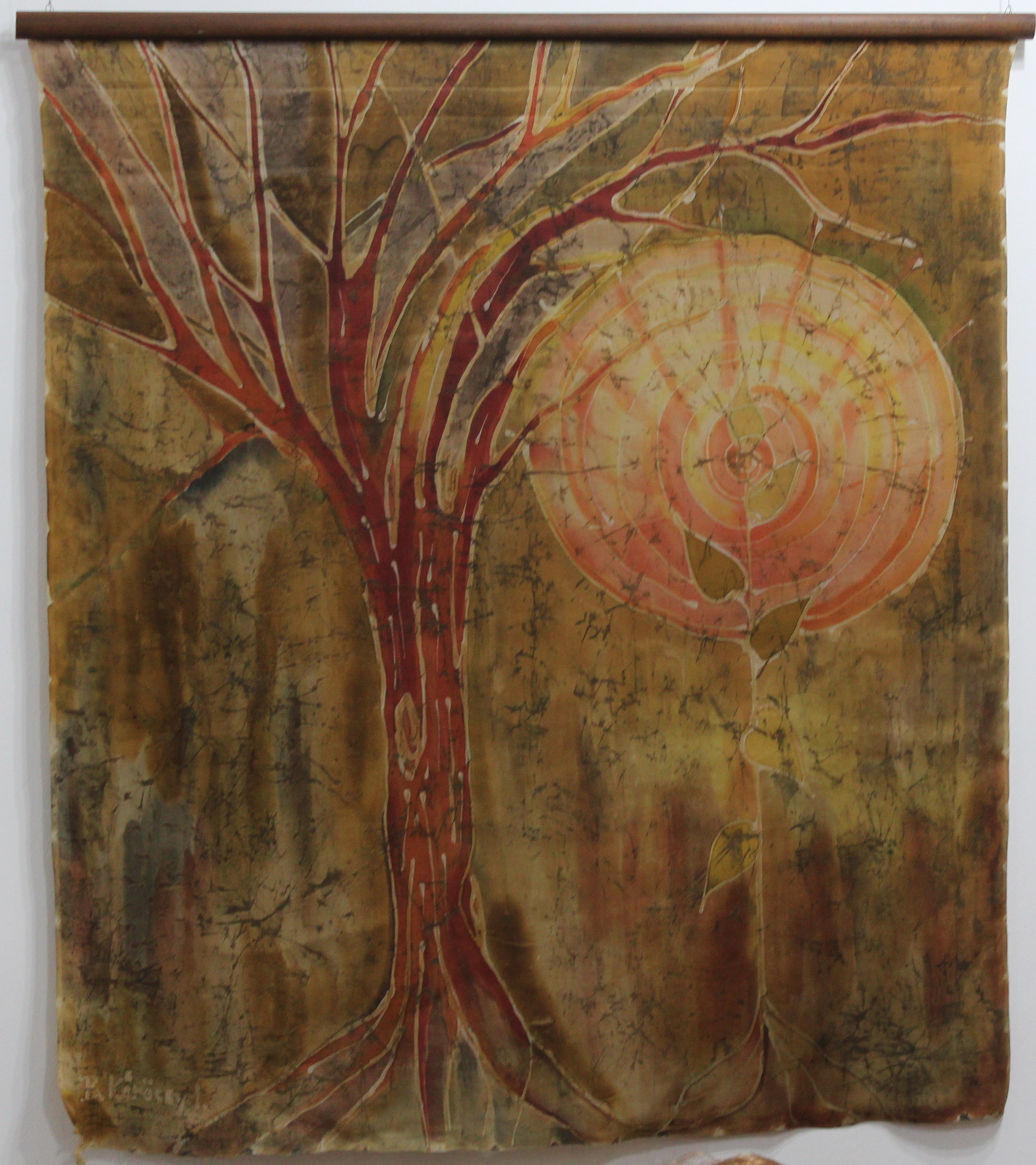
Életfa